# Lindsaea cultriformis
Lindsaea cultriformis är en ormbunkeart som beskrevs av K. U. Kramer. Lindsaea cultriformis ingår i släktet Lindsaea och familjen Lindsaeaceae. Inga underarter finns listade.